# La madre (Zeller)
La madre (La Mère) è un'opera teatrale del drammaturgo francese Florian Zeller, portata al debutto a Parigi nel 2010. Il dramma è il primo capitolo di una trilogia teatrale dedicata al tema della famiglia e che comprende anche Le Père (2012) e Le Fils (2016).

## Trama
L'azione si svolge in forma frammentaria e non lineare: una stessa scena viene spesso ripetuta più volte con variazioni minime ma significative.
Anne, una donna di mezza età, dialoga col marito Pierre prima che questi parta per un convegno. Dalle loro parole emerge quanto Anne appaia indifferente alla figlia Sarah, mentre non prova più alcun sentimento per Pierre, al punto da ignorare i suoi (presunti) tradimenti con ragazze più giovani. Il suo unico, vero amore è il figlio maggiore Nicholas, che è andato via di casa per convivere con la fidanzata Elodie: da quel momento Anne è precipitata in un vortice di dolore e solitudine, tanto da richiedere la somministrazione di psicofarmaci che, assunti insieme all'alcool, alterano il suo comportamento. La donna ammette spudoratamente il suo desiderio che i due si lascino, e manda di continuo messaggi al figlio per invitarlo a casa, senza ottenere mai risposta.
Inaspettatamente, Nicholas torna a casa dopo un litigio con Elodie: Anne è fuori di sè dalla gioia, ma il ragazzo le si mostra freddo e scostante. Quando Pierre, nonostante la presenza del figlio, parte ugualmente per il convegno, lui lo accusa di lasciarlo da solo in compagnia della madre, nonché di tenere nascosto "qualcosa" alla donna: questa circostanza si ripete svariate volte nel corso del dramma, ma non viene mai rivelato se si tratti dei suoi tradimenti o di un provvedimento per la salute mentale di Anne. Rimasti soli, Anne vizia il figlio con mille attenzioni, ma questi la respinge violentemente, accusandola di soffocarlo col suo amore.
Il giorno dopo, Nicholas si sveglia disperato, poiché Elodie non si è fatta sentire come lui aveva sperato. Anne, felicissima, lo spinge ad assumere i suoi farmaci e gli propone di uscire con lei per andare a divertirsi insieme; dopo un'iniziale rimostranza il ragazzo accetta, ma in quella irrompe Elodie. Con le sue moine, la ragazza riconquista senza problemi Nicholas, e umilia Anne dicendole che lui non la sceglierà mai più perché è vecchia e inutile.
In una versione successiva della scena, Elodie arriva mentre Nicholas dorme ancora. Anne la affronta con freddezza e la scaccia prima che lui possa svegliarsi; strappa inoltre una lettera in cui la ragazza gli chiede perdono. Quando Nicholas si sveglia, scopre la lettera strappata e va su tutte le furie, andandosene via di casa; Anne ingurgita allora una gran quantità di farmaci e alcool che le causano allucinazioni: in una di esse vede Elodie amoreggiare con Pierre, dichiarando però alla fine di essere sua figlia Sarah. La stessa ragazza irrompe poi vestita da infermiera, e obbliga Anne a coricarsi in un letto da ospedale, trattandola da malata e rivolgendole sottili insulti simili a quelli fattigli da Elodie.
Accorre Nicholas, che pur addolorato dall'accaduto sembra comunque provare rancore verso sua madre; quando le dice che non potrà mai più amarla come prima perché è diventato adulto, lei gli chiede di strangolarla con un ultimo abbraccio. Il ragazzo esegue e Anne sembra giacere morta; viene però svegliata da Pierre, che si mostra ben più premuroso rispetto alle prime scene: il marito le dice che in realtà Nicholas non è mai tornato, suggerendo che l'intero accaduto sia un'allucinazione dovuta a un tentativo di suicidio. Malinconicamente, la donna rievoca allora i momenti in cui i suoi figli erano piccoli e nutrivano per lei una forma di amore puro, rassegnandosi al fatto che siano definitivamente trascorsi; nondimeno Anne continuerà a sperare nel ritorno di Nicholas.

## Storia delle rappresentazioni
La Mère ha avuto la sua prima al Théâtre de Paris nel novembre 2010 con la regia di Marcial Di Fonzo Bo. Il cast era composto da Catherine Hiegel (la madre), Jean-Yves Chatelais (il padre), Clément Sibony (il figlio) e Olivia Bonamy (una ragazza). Particolarmente apprezzata fu l'interpretazione di Hiegel nei panni dell'eponima protagonista, che le valse il Premio Molière per la migliore attrice.
Il debutto internazionale del dramma avvenne al Theatre Royal di Bath nel 2015, con la traduzione di Christopher Hampton e Gina McKee nel ruolo della Madre; la pièce fu accolta positivamente dalla critica e l'allestimento fu riproposto sulle scene londinesi, in cartellone al Tricycle Theatre. Successivamente La Mère è stato portato in scena anche in Spagna, Sudafrica e nell'Off-Broadway, dove è stato diretto da Trip Cullman nel 2019 nella traduzione di Hampton e con un cast di alto profilo composto da Isabelle Huppert, Chris Noth, Justice Smith e Odessa Young.
La prima italiana è avvenuta al Teatro Goldoni di Bagnacavallo nel febbraio 2023 per la regia di Marcello Cotugno. Co-prodotto dalla Compagnia Molière, dal Teatro di Napoli - Teatro Nazionale e dall'Accademia Perduta/Romagna Teatri, l'allestimento annoverava nel cast Lunetta Savino nel ruolo della madre, Andrea Renzi in quello del padre, Niccolò Ferrero nella parte del figlio e Chiarastella Sorrentino in quello della ragazza. Successivamente il dramma è stato riproposto nei teatri italiani durante la stagione 2022/2023 e 2023/2024.